# 日本カード情報セキュリティ協議会
日本カード情報セキュリティ協議会（にほんかーどじょうほうせきゅりてぃきょうぎかい、Japan Card Data Security Consortium、JCDSC）は、セキュリティに関係する日本の企業により、クレジットカード情報の保護に向けた情報を交換、連携することを目的として、2009年4月21日に設立された団体である。

## 概要
クレジットカード情報を扱う企業向けのセキュリティ国際基準「PCI DSS」の普及、啓蒙活動に取り組み、より安全なカード社会の実現をめざし活動している。 2015年12月17日現在152社が参加している。

## 参加企業
(2009年12月17日現在：五十音順)
- RSAセキュリティ株式会社
- アカマイ株式会社
- 株式会社アシスト
- 株式会社アズジェント
- アズポート株式会社
- 株式会社アルファネット
- 株式会社アンフィニ
- EMCジャパン株式会社
- eCURE株式会社
- 伊藤忠テクノソリューションズ株式会社
- 株式会社インフォセック
- ウィプロリミテッド
- エクセルソフト株式会社
- S＆Jコンサルティング株式会社
- 株式会社SPPS
- NRIセキュアテクノロジーズ株式会社
- NTTデータ・セキュリティ株式会社
- エンカレッジ・テクノロジ株式会社
- 株式会社 ENVISIONLAB
- ガーディアム・ジャパン
- 兼松エレクトロニクス株式会社
- 京セラコミュニケーションシステム株式会社
- クエスト・ソフトウェア株式会社
- グローバルセキュリティエキスパート株式会社
- 国際マネジメントシステム認証機構株式会社
- コメット工業株式会社
- サイバネットシステム株式会社
- 株式会社サン・パートナーズ
- 株式会社シマンテック
- 株式会社JIEC
- 住商情報システム株式会社
- 株式会社ソフトエイジェンシー
- ソフトバンク・テクノロジー株式会社
- ソブリン・コンサルティング株式会社
- 大日本印刷株式会社
- タレスジャパン株式会社
- TIS株式会社
- 株式会社TIプランニング
- DNVビジネスアシュアランスジャパン
- テクマトリックス株式会社
- テュフ・ラインランド・ジャパン株式会社
- 株式会社寺岡精工
- デロイト トーマツ リスクサービス株式会社
- 株式会社電通国際情報サービス
- 東芝テック株式会社
- トリップワイヤ・ジャパン株式会社
- トレンドマイクロ株式会社
- 日本アイ・ビー・エム株式会社
- 日本NCR株式会社
- 日本オフィス・システム株式会社
- 日本システムウエア株式会社
- 日本セーフネット株式会社
- 日本ヒューレット・パッカード株式会社
- Knowledge & Strategy, Inc.
- バンクテック・ジャパン株式会社
- BSI グループジャパン株式会社
- ビジネスアシュアランス株式会社
- 株式会社日立システムアンドサービス
- 株式会社ブロードバンドセキュリティ
- 株式会社プロティビティ ジャパン
- ベライゾン ビジネス
- 株式会社ベリサーブ
- ペンタセキュリティシステムズ株式会社
- 三井物産セキュアディレクション株式会社
- 三和コムテック株式会社
- 株式会社 MONET
- 安原行政書士事務所
- ユニアデックス株式会社
- 株式会社ユニティップス
- 株式会社ラック
- LogLogic Japan 株式会社